# Achlaena
Achlaena is een geslacht uit de grassenfamilie (Poaceae). De enige soort van dit geslacht komt voor in de Caraïben.

## Soorten
Van het geslacht zijn de volgende soorten bekend: 
- Achlaena piptostachya